# Dipropus
Dipropus is een geslacht van kevers uit de familie  
kniptorren (Elateridae).
Het geslacht is voor het eerst wetenschappelijk beschreven in 1839 door Germar.

## Soorten
Het geslacht omvat de volgende soorten:
- Dipropus abdominalis (Eschscholtz, 1829)
- Dipropus acutangulus (Candèze, 1859)
- Dipropus aeneipennis (Champion, 1895)
- Dipropus aeneus (Schwarz, 1904)
- Dipropus alopex (Fabricius, 1801)
- Dipropus amitinus (Schwarz, 1906)
- Dipropus anceps (Candèze, 1859)
- Dipropus angustatus (Champion, 1895)
- Dipropus angustipennis (Candèze, 1859)
- Dipropus antennatus (Candèze, 1859)
- Dipropus approximatus (Candèze, 1859)
- Dipropus asper (Candèze, 1859)
- Dipropus asper (LeConte, 1878)
- Dipropus aterrimus (Champion, 1895)
- Dipropus atricornis (Champion, 1895)
- Dipropus atrocoeruleus (Candèze, 1859)
- Dipropus auricomus (Candèze, 1859)
- Dipropus badius (Candèze, 1859)
- Dipropus balteatus (Champion, 1895)
- Dipropus bicolor (Schwarz, 1906)
- Dipropus bifasciatus (Champion, 1895)
- Dipropus bivittatus (Schwarz, 1904)
- Dipropus brasilianus (Germar, 1824)
- Dipropus brevicollis (Steinheil, 1875)
- Dipropus brevis (Champion, 1895)
- Dipropus brunneus (Candèze, 1859)
- Dipropus carinicornis (Champion, 1895)
- Dipropus chilensis (Fleutiaux, 1910)
- Dipropus chiriquensis (Champion, 1895)
- Dipropus chloropterus (Erichson, 1848)
- Dipropus collaris (Candèze, 1878)
- Dipropus comosus (Germar, 1839)
- Dipropus conicollis (Eschscholtz, 1829)
- Dipropus crassiusculus (Schwarz, 1906)
- Dipropus crocicollis (Candèze, 1859)
- Dipropus cruciatus (Candèze, 1859)
- Dipropus curticollis (Schwarz, 1906)
- Dipropus cyanopterus (Candèze, 1859)
- Dipropus debilis (Champion, 1895)
- Dipropus decoratus (Candèze, 1881)
- Dipropus deletus (Candèze, 1859)
- Dipropus denticornis (Champion, 1895)
- Dipropus depressus (Candèze, 1859)
- Dipropus ellipticus (Schwarz, 1904)
- Dipropus elongatus (Champion, 1895)
- Dipropus erosus (Candèze, 1859)
- Dipropus erythroderus (Candèze, 1878)
- Dipropus faldermanni (Candèze, 1859)
- Dipropus fasciatus (Candèze, 1859)
- Dipropus fatuellus (Candèze, 1859)
- Dipropus ferreus (LeConte, 1853)
- Dipropus ferreus (LeConte, 1853)
- Dipropus ferrugatus (Schwarz, 1906)
- Dipropus fulvicollis (Schwarz, 1902)
- Dipropus fulvus (Fleutiaux, 1920)
- Dipropus fuscescens (Blanchard, 1837)
- Dipropus fuscicornis (Candèze, 1859)
- Dipropus fuscus (LeConte, 1878)
- Dipropus granosus (Fall, 1925)
- Dipropus griseipilis (Champion, 1895)
- Dipropus horripilosus (Candèze, 1859)
- Dipropus ichthydius (Candèze, 1859)
- Dipropus inornatus (Candèze, 1859)
- Dipropus lateralis (Candèze, 1900)
- Dipropus laterus (Schwarz, 1904)
- Dipropus latus (Candèze, 1859)
- Dipropus limbatus (Champion, 1895)
- Dipropus magnicornis (Blanchard, 1843)
- Dipropus marginatus (Champion, 1895)
- Dipropus marginellus (Eschscholtz, 1829)
- Dipropus melas (Champion, 1895)
- Dipropus metallicus (Champion, 1895)
- Dipropus nigricollis (Candèze, 1859)
- Dipropus nigricornis (Candèze, 1859)
- Dipropus nigritus (Candèze, 1859)
- Dipropus nigriventris (Schwarz, 1906)
- Dipropus nigrovittatus (Schwarz, 1902)
- Dipropus nocturnus (Steinheil, 1875)
- Dipropus obscurus (Candèze, 1859)
- Dipropus pexus (Germar, 1824)
- Dipropus pexus (Germar, 1824)
- Dipropus piceipennis (Steinheil, 1877)
- Dipropus piceus (Steinheil, 1875)
- Dipropus porosus (Erichson, 1848)
- Dipropus posticus (Candèze, 1893)
- Dipropus prasinopterus (Champion, 1895)
- Dipropus prominens (Schwarz, 1896)
- Dipropus proximus (Candèze, 1859)
- Dipropus punctatus (Candèze, 1859)
- Dipropus puncticollis (Fabricius, 1801)
- Dipropus quadraticollis (Candèze, 1878)
- Dipropus resplendens (Champion, 1895)
- Dipropus rubiginosus (Schwarz, 1906)
- Dipropus ruficollis (Blanchard, 1843)
- Dipropus rufipennis (Candèze, 1900)
- Dipropus rufiventris (Champion, 1895)
- Dipropus rufolimbatus (Steinheil, 1875)
- Dipropus rufulus (Candèze, 1859)
- Dipropus rufus (Candèze, 1859)
- Dipropus schwarzi (Becker, 1961)
- Dipropus scutellaris (Steinheil, 1875)
- Dipropus semipunctatus (Candèze, 1859)
- Dipropus separatus (Fleutiaux, 1911)
- Dipropus serrula (Candèze, 1893)
- Dipropus simplex (LeConte, 1853)
- Dipropus simplex (LeConte, 1853)
- Dipropus soleatus (Say, 1834)
- Dipropus striatus (Candèze, 1859)
- Dipropus subparallelus (Champion, 1895)
- Dipropus subsericeus (Candèze, 1859)
- Dipropus sulcicollis (Schwarz, 1902)
- Dipropus sus (Candèze, 1859)
- Dipropus testaceus (Schwarz, 1904)
- Dipropus thoracicus (Candèze, 1859)
- Dipropus triangulicollis (Motschulsky, 1859)
- Dipropus tuspanus (Candèze, 1859)
- Dipropus unicolor (Blanchard, 1843)
- Dipropus venustulus (Candèze, 1859)
- Dipropus vetulus (Candèze, 1859)
- Dipropus vicinus (Candèze, 1859)
- Dipropus virens (Champion, 1895)
- Dipropus viridipennis (Candèze, 1859)
- Dipropus viridis (Champion, 1895)
- Dipropus vittatus (Steinheil, 1877)
- Dipropus vulneratus (Candèze, 1859)
- Dipropus vulpes (Steinheil, 1875)
- Dipropus vulpinus (Candèze, 1859)
- Dipropus yucatecus (Champion, 1895)